# مقاطعة بوليفار (ميسيسيبي)
مقاطعة بوليفار هي مقاطعة في مسيسيبي، بلغ عدد سكانها 34٬145  نسمة، في 2010، عاصمتها روسدل، وكليفلاند، تبلغ مساحتها 2٬346 كيلومتر مربع.

## الموقع
تشترك في الحدود مع:
- مقاطعة ديشا، أركنسو
- مقاطعة كواهوما (ميسيسيبي)
- مقاطعة واشنطن (ميسيسيبي)
- مقاطعة صنفلور (ميسيسيبي).

## التقسيمات الإدارية
- روسدل.

## أعلام
- فرانك ألكسندر مونتجومري
- فرد كو
- تشارلز كلارك